# Turfschip van Breda

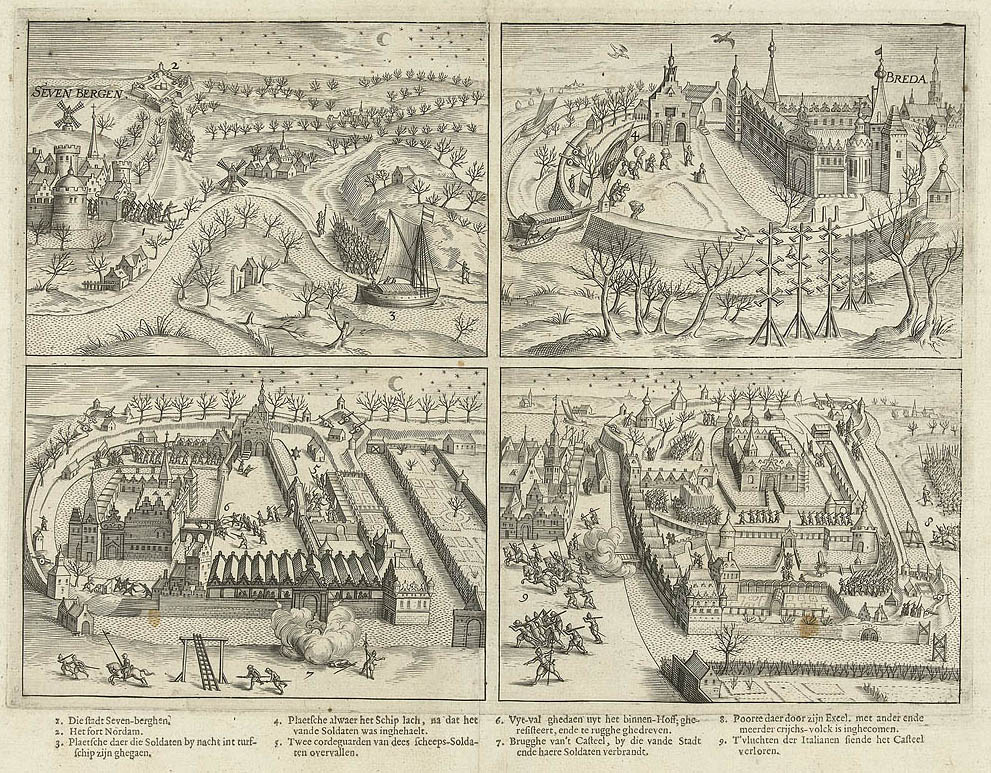
De inname van Breda in vier scènes

De list met het Turfschip van Breda is een van de bekendste voorvallen uit de Tachtigjarige Oorlog. Het leidde tot de inname van Breda op 4 maart 1590 en was niet alleen een militaire, maar vooral ook morele overwinning voor de troepen van Maurits van Nassau, de latere prins van Oranje.

## Aanleiding
In 1568 waren de Nederlanden in opstand gekomen tegen het schrikbewind van de hertog van Alva. Dit leidde in 1581 tot de formele onafhankelijkheidsverklaring (zie Plakkaat van Verlatinghe) en in 1587 tot de stichting van de Republiek der Zeven Verenigde Nederlanden.
Als reactie begonnen de Spanjaarden met een offensief. Onder meer Breda werd vrijwel direct ingenomen (zie Furie van Houtepen). Na de moord op Willem van Oranje in 1584 leek het een kwestie van tijd voordat de opstand onderdrukt zou zijn. De 18-jarige Maurits nam het commando over de troepen over, maar het leger van de graaf was militair te zwak om de stad Breda te heroveren. De Spanjaarden hadden echter na de vernietiging van de Spaanse Armada een dusdanige tegenslag opgelopen dat zich voor Maurits nieuwe mogelijkheden openden.

## De list
In februari 1590 werd Maurits benaderd door de schipper Adriaen van Bergen uit Leur. Hij had een plan om de stad in te nemen: als schipper vervoerde hij regelmatig turf naar het Kasteel van Breda, waar de Spaanse troepen gelegerd waren. Omdat hij zo vaak kwam, werd zijn schip niet meer gecontroleerd. Hij zou op deze manier een leger het kasteel binnen kunnen smokkelen. Dit naar het idee van het Paard van Troje.
Maurits zag wel wat in het idee en liet Johan van Oldenbarnevelt de details rondom de uitvoering regelen. Van Oldenbarnevelt benoemde Charles de Héraugière tot bevelhebber.
Op 25 februari 1590 stond De Héraugière met 75 man klaar om ingescheept te worden. Adriaen van Bergen was echter veel te laat. Besloten werd de volgende dag een nieuwe poging te wagen. Schipper van Bergen deed niet meer mee, maar twee neven waren bereid om zijn taak over te nemen.
De operatie verliep met tegenslagen. Door slecht weer duurde het ruim twee dagen voordat Breda bereikt werd. Al die tijd zaten de soldaten in de kou te wachten. Pas op 3 maart 's avonds laat werd Breda binnengevaren. Het schip werd naar de waterpoort van het Kasteel geloodst. Eenmaal in Breda raakte het schip lek en slechts door te pompen werd voorkomen dat het schip zonk.
Rond middernacht kwamen de soldaten tevoorschijn uit het ruim. De bezetters van het kasteel werden overrompeld. Hoewel ze zes keer zo veel mannen hadden, vluchtten de bezetters weg of werden ze gevangengenomen. Andere lezingen van het verhaal zeggen dat het kasteel van Breda op dat moment een minimale bezetting had, doordat de Spanjaarden in de stad carnaval vierden. Op 4 maart trok Maurits Breda binnen, waarna de bezetters zich definitief overgaven. De Spanjaarden probeerden direct de stad weer te heroveren. Door snel ingrijpen van Van Oldenbarnevelt, die de stad liet bevoorraden, werd dat voorkomen.
De inname van Breda vestigde definitief Maurits' reputatie als krijgsheer. De Staten-Generaal besloten meer geld voor het leger ter beschikking te stellen, waarna er in de volgende jaren meer successen zouden volgen.
Het turfschip blijft na 1590 liggen in de haven van Breda, als symbool van de overwinning van Maurits en zijn mannen. Maar als in 1625 de Spanjaarden onder generaal Spinola Breda heroveren, gaat het in vlammen op.

## Vernoemd

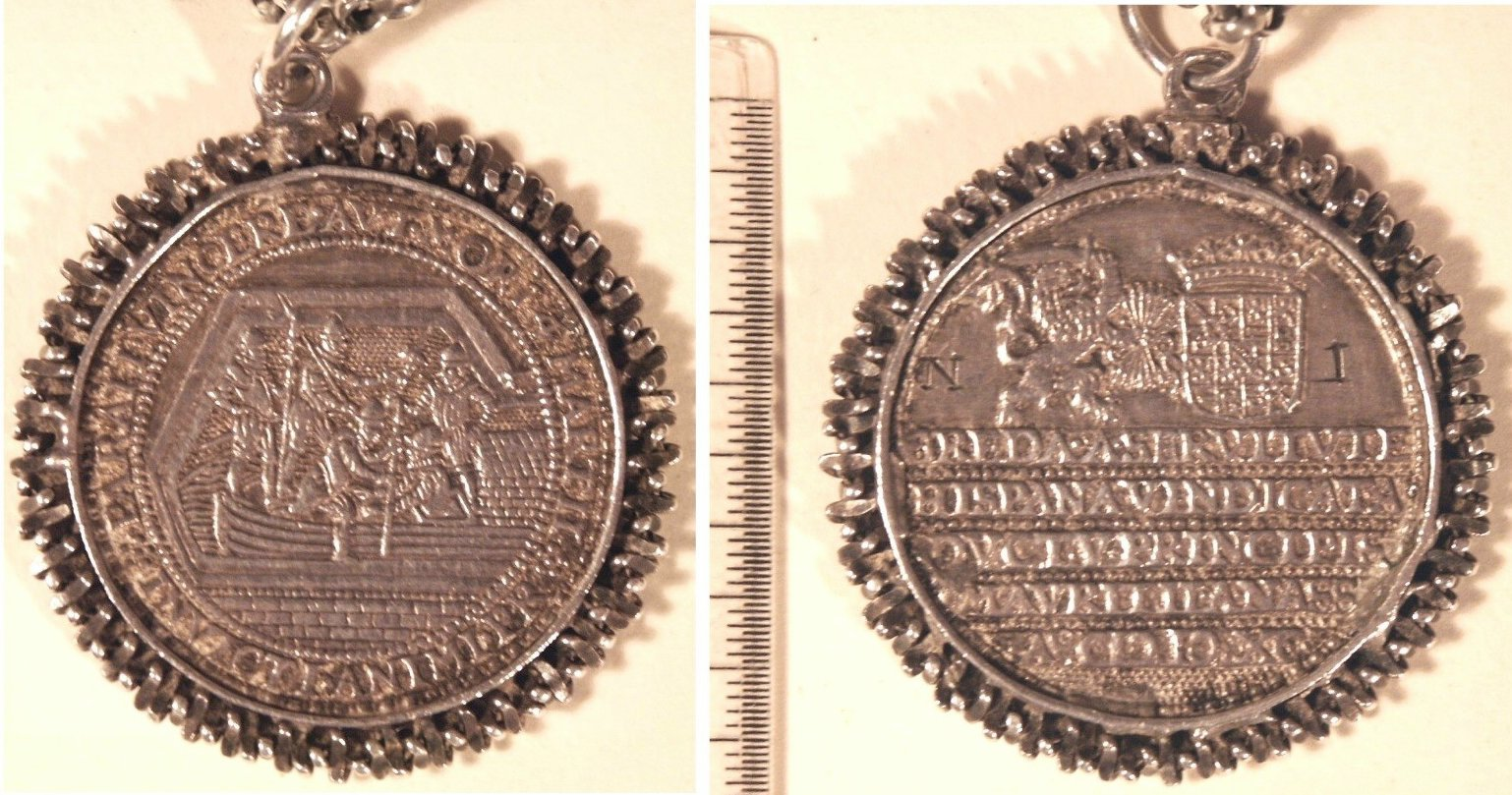
Door G. van Bijlaar in 1590 gegoten zilveren penning ter ere van het succes van het turfschip

Aan het Chasséveld in Breda Centrum lag vroeger een zalencentrum dat het Turfschip heette. Na de sloop van dit zalencentrum is er een complex van appartementen, kantoren en een bioscoop gebouwd dat ook de naam Turfschip heeft. In de gemeente Etten-Leur, de geboorteplaats van Adriaen van Bergen, de bedenker van het plan, is een activiteitencentrum met de naam Turfschip. Niet ver daarvandaan is een plein vernoemd naar Van Bergen. In Breda is een Adriaan van Bergenstraat, vlak bij de locatie waar het turfschip de stad binnenvoer.

## Tentoonstelling
In het Breda's Museum was in 1990 de tentoonstelling Het Turfschip van Breda 1590 - 1990 te zien ter gelegenheid van de herdenking van de inname van de stad met het turfschip.